# Enea Sbarretti
Enea Sbarretti (* 27. Januar 1808 in Spoleto, Italien; † 1. Mai 1884 in Rom) war ein italienischer Kurienkardinal.

## Leben
Enea Sbarretti studierte bis 1832 Zivil- und Kirchenrecht an der Universität La Sapienza in Rom. Bereits 1830 hatte er für das Erzbistum Spoleto die Priesterweihe empfangen. Nach seinem Studium wurde er Sekretär und Auditor von Giovanni Maria Mastai-Ferretti, Erzbischof von Spoleto und später Papst Pius IX. Anschließend folgte er diesem nach Imola, wo er Generalvikar wurde.
1846 verlieh ihm Giovanni Maria Mastai-Ferretti, inzwischen Papst Pius IX., den Titel des Päpstlichen Hausprälaten. 1851 ernannte er Sbarretti zum Auditor an der Apostolischen Signatur. Von 1853 bis 1875 übte er dasselbe Amt an der Römischen Rota aus. Nach der Annexion des Kirchenstaates durch Italien im Jahr 1870 favorisierte Sbarretti eine Aussöhnung mit dem italienischen Königreich. Obwohl er dadurch im Gegensatz zur Linie des Papstes stand, ernannte ihn dieser 1875 zum Konsultor des Heiligen Offiziums, was er bis 1877 blieb.
Im Konsistorium vom 12. März 1877 nahm ihn Pius IX. als Kardinaldiakon von Santa Maria ad Martyres ins Kardinalskollegium auf. Nach dem Tod des Papstes nahm er am Konklave 1878 teil, das Leo XIII. zum Nachfolger wählte. Dieser ernannte Kardinal Sbarretti zum Leiter der Verwaltungsabteilung in der Kongregation De Propaganda Fide. Er starb nach jahrelanger Krankheit am 1. Mai 1884 im Palazzo Odescalchi, in dem er lebte. Die Beisetzung auf dem Friedhof Campo Verano fand am 5. Mai desselben Jahres unter Leitung des späteren Kardinals Domenico Maria Jacobini statt.
Enea Sbarretti war Onkel des 1916 zum Kardinal ernannten Donato Raffaele Sbarretti Tazza.